# Remigio Acevedo Raposo
Remigio (Segundo) Acevedo Raposo (* 16. Dezember 1896 in Santiago de Chile; † 15. Juni 1951 ebenda) war ein chilenischer Komponist. Remigio Acevedo Raposo war der Sohn des Komponisten und Organisten Remigio Acevedo Gajardo.

## Leben und Wirken
Acevedo Raposo studierte am Conservatorio Nacional de Música in Santiago Klavier bei Raúl Hügel und Komposition bei Federico Stöber. Zusätzlich studierte er privat bei Francisco Avendaño.
Er war Direktor an der Escuela Remigio Acevedo Gajardo, derjenigen Musikschule, die den Namen seines Vaters trug.

## Werke (Auswahl)
Neben unten genannten Werken hat Acevedo Raposo Kammermusik, Klavierwerke, Chorwerke a cappella und Lieder komponiert.
- Thamar (1928, Werk für Solisten, Chor und Orchester)
- El Corvo (1939, Tragodie im Milieu der chilenischen Landleute) Oper in einem Akt und vier Teilen, Tragedia lírica criolla, Text: Raúl Campusano OCLC 55296721
- Rapa Nui (1947, Ballett)
- Bernardo O’Higgins, Epopeya lyrica [Lyrisches Epos] in drei Teilen, Text: Víctor Lohental, 1950[3] OCLC 1318444880
- Mote Mei (1926, Symphonische Dichtung)
- Las tres pascualas (1933, Symphonische Dichtung)
- Sinfonía da America
- Sinfonía de Jesús (1927, Symphonische Dichtung) OCLC 1318879444  I La buena nueva II La oración en el huerto III El crucificado IV El sepulcro V La resurrección
- Suite Araucana
- Choapino für Klavier Nr. 1, 1925 OCLC 1317923650
- Noche de Plata, Vals für Klavier Nr. 1 op. 8 OCLC 55307387
- Minueto Nr. 1 für Klavier op. 30, 1930 OCLC 1318309416
- Las tres pascualas
- La diosa de la montaña
- Concerto für Cello und Klavier
- Sonate für Cello und Klavier, 1946
- Libertad, Concerto für zwei Klaviere
- Streichquartett
- Leyenda mexicana, Suite für Klavier
- Himno primaveral für Gesang und Klavier, Text: Julio Fernando Arriagada OCLC 80652222
- Tonadas y canciones für Gesang und Klavier, 1947 OCLC 14981506